# Rhabdoblatta luteola
Rhabdoblatta luteola är en kackerlacksart som beskrevs av Anisyutkin 2000. Rhabdoblatta luteola ingår i släktet Rhabdoblatta och familjen jättekackerlackor. Inga underarter finns listade i Catalogue of Life.